# Shoals (Indiana)
Shoals es un pueblo ubicado en el condado de Martin en el estado estadounidense de Indiana. En el Censo de 2010 tenía una población de 756 habitantes y una densidad poblacional de 154,77 personas por km².

## Geografía
Shoals se encuentra ubicado en las coordenadas 38°39′57″N 86°47′36″O / 38.66583, -86.79333. Según la Oficina del Censo de los Estados Unidos, Shoals tiene una superficie total de 4.88 km², de la cual 4.64 km² corresponden a tierra firme y (4.93%) 0.24 km² es agua.

## Demografía
Según el censo de 2010, había 756 personas residiendo en Shoals. La densidad de población era de 154,77 hab./km². De los 756 habitantes, Shoals estaba compuesto por el 97.35% blancos, el 0.26% eran afroamericanos, el 0.13% eran amerindios, el 0.26% eran asiáticos, el 0% eran isleños del Pacífico, el 0.4% eran de otras razas y el 1.59% pertenecían a dos o más razas. Del total de la población el 1.32% eran hispanos o latinos de cualquier raza.